# Hend Sabry
Hend Sabry (em árabe: هند صبري), (Kebili, 20 de novembro de 1979) é uma actriz de cinema e de televisão egípcia, nascida em Tunísia.
Sabry interpretou o papel de Ola na série de televisão egípcia Ayza Atgawiz como uma mulher obcecada com o casal que conhece uma grande quantidade de pretendentes para decidir, no final, não se casar. Em 2010 foi nomeada como embaixadora contra a fome pelo programa UN World Food. A publicação Arabian Business localizou-a em sua lista das "100 mulheres mais poderosas do mundo árabe" em 2013. Sabry está casada com um homem de negócios egípcio e tem duas nacionalidades, a do seu país de nascimento (Tunísia) e a do seu país de residência (Egipto).

## Filmografia

### Cinema
| Ano  | Título original                    | Título internacional               | Papel       | Notas |
| ---- | ---------------------------------- | ---------------------------------- | ----------- | ----- |
| 1994 | Samt El Qosor                      | The Silences of the Palace         | Aliya       |       |
| 2000 | Mawsem El Rejal                    | The Season of Men                  | Emna        |       |
| 2001 | Mouatin Wa Mokhbir Wa Harami       | Citizen, Informant and Thief       | Hayat       |       |
| 2001 | Mozakarat Morahiqa                 | A Teenager's Dairies               | Jamila      |       |
| 2002 | Al katiba                          | The Bookseller                     | Layla       |       |
| 2002 | Arais El teen                      | The Mud Brides                     |             |       |
| 2003 | Ezai El Banat Tehibak              | How the Girls Love You             | Mirna       |       |
| 2003 | Ayez Hakki                         | I Want My Prerogative              | Wafaa       |       |
| 2004 | Halet Hobb                         | A Love Situation                   | Habiba      |       |
| 2004 | Ahla El Awqat                      | The Most Beautiful Times           | Yosriea     |       |
| 2005 | Banat Weset El Balam               | Girls of the Center of the Country | Joumana     |       |
| 2005 | Ouija                              | Ouija                              | Farida      |       |
| 2006 | Loubat El Mawt                     | The Game Of Death                  | Layla       |       |
| 2006 | Malek Wa Kitaba                    | Heads and Tails                    | Hind        |       |
| 2006 | Imarat Yacoubian                   | The Yacoubian Building             | Bothayna    |       |
| 2006 | Sabah El Fol                       | The Morning of Jasmine             | Thanaa      |       |
| 2007 | El Gezeira'                        | The Island                         | Karima      |       |
| 2007 | Al torbini                         | The Turbines                       | Malak       |       |
| 2008 | Genenet al asmak                   | The Garden of the Fish             | Laila Bakir |       |
| 2009 | Ibrahim Labyad                     | Ibrahim Labyad                     | Horeya      |       |
| 2009 | Heliopolis                         | Heliopolis                         | Nagla       | Voz   |
| 2011 | Asmaa                              | Asmaa                              | Asmaa       |       |
| 2014 | A mouakhza                         | Excuse me                          |             |       |
| 2014 | Al jazira 2                        | The Island 2                       | Karima      |       |
| 2016 | Zahrat Halab                       | The Flower of Aleppo               | Salma       |       |
| 2017 | El -Kanz: El -Haqiqah wa el-khayal | The Treasure: Reality and Fantasy  | Hatshepsut  |       |
| 2019 | El Fil El Azraq : Elgoz 2 eltany   | The Blue Elephant: Part 2          |             |       |

### Televisão
| Ano  | Série             | Título internacional       | Papel   |
| ---- | ----------------- | -------------------------- | ------- |
| 2007 | Lahazat Hariga    | Critical Moments           |         |
| 2008 | Maktoob           | Fate                       | Ebtisam |
| 2008 | Baad El Foraq     | After the Break Up         | Sokkara |
| 2010 | Aredh Khass       | Special Show               |         |
| 2010 | Aiza Atgawiz      | I Want to Marry            | Ola     |
| 2012 | Vertigo           | Vertigo                    | Farida  |
| 2014 | Imberatoriat meen | Whose Empire?              | Amira   |
| 2017 | Halawat Alddunya  | The Sweetness of the World | ِAmina   |